# Sphaeroidinellopsis
Sphaeroidinellopsis es un género de foraminífero planctónico de la subfamilia Globigerininae, de la familia Globigerinidae, de la superfamilia Globigerinoidea, del suborden Globigerinina y del orden Globigerinida. Su especie tipo es Sphaeroidinella dehiscens subsp. subdehiscens. Su rango cronoestratigráfico abarca desde el Chattiense superior (Oligoceno superior) hasta el Gelasiense (Pleistoceno inferior).

## Descripción
Sphaeroidinellopsis incluía especies con conchas trocoespiraladas, oviformes, de trocospira baja; sus cámaras eran globulares fuertemente abrazadores, creciendo en tamaño de manera rápida; sus suturas intercamerales eran incididas; su contorno ecuatorial es ovalado y ligeramente lobulado; su periferia es ampliamente redondeada; su ombligo era pequeño y profundo; su abertura principal era interiomarginal, umbilical (intraumbilical), con forma de ranura a arco bajo muy extendida en el margen basal de la última cámara y bordeada por dos pórticos, el basal siendo crenulado; presentaban pared calcítica hialina, fuertemente perforada con superficie reticulada en el estadio inicial (similar a Globoturborotalita), pero lisa y secundariamente engrosada en el estadio adulto formando una corteza calcítica que producía una superficie lisa (similar a Sphaeroidinella).

## Discusión
Clasificaciones posteriores han incluido Sphaeroidinellopsis en la familia Sphaeroidinellidae.

## Paleoecología
Sphaeroidinellopsis incluye foraminíferos con un modo de vida planctónico, de distribución latitudinal preferentemente tropical-subtropical, y habitantes pelágicos de aguas profundas (medio mesopelágico inferior a batipelágico superior).

## Clasificación
Sphaeroidinellopsis incluye a las siguientes especies:
- Sphaeroidinellopsis disjuncta †
- Sphaeroidinellopsis kochi †
- Sphaeroidinellopsis seminulina †
- Sphaeroidinellopsis sphaeroides †

Otras especies consideradas en Sphaeroidinellopsis son:
- Sphaeroidinellopsis grimsdalei †
- Sphaeroidinellopsis hankcocki †
- Sphaeroidinellopsis multiloba †
- Sphaeroidinellopsis ovalis †
- Sphaeroidinellopsis paenedehiscens †
- Sphaeroidinellopsis quadrangularis †
- Sphaeroidinellopsis rutschi †
- Sphaeroidinellopsis subdehiscens †